# Probaryconus substriaticeps
Probaryconus substriaticeps är en stekelart som först beskrevs av Alan Parkhurst Dodd 1915.  Probaryconus substriaticeps ingår i släktet Probaryconus och familjen Scelionidae. Inga underarter finns listade i Catalogue of Life.